# André-Marie Trémeaud
André-Marie Trémeaud (1903-1993) est un haut fonctionnaire français, connu pour avoir fait l'objet d'une tentative d'attentat par les services de renseignement tchécoslovaques probablement commandé par les services soviétiques en 1957, qui coûta la vie à sa femme.

## Biographie
Préfet d'Alger de 1952 à 1955, puis de la Loire-Inférieure, André-Marie Trémeaud est nommé préfet du Bas-Rhin en 1956. Le 14 mai 1957, il reçoit dans sa préfecture à Strasbourg un colis contenant une boîte de cigares de 19 sur 14 cm. Le colis n'est pas ouvert sur le moment, André-Marie Trémeaud devant se rendre à une réception marquant l'ouverture d'une session de la Communauté européenne du charbon et de l'acier (CECA), où sont notamment conviés René Pleven et René Mayer, et oublie la boite dans son bureau.
Le 17 mai, trois jours après l'ouverture de la session de la CECA, alors qu'il recevait l'ancien ministre Pierre Pflimlin, la femme du préfet, Henriette Trémeaud, meurt en ouvrant le colis, qui contenait un explosif (entre 200 et 250 grammes de peroxyde d'acétone), dans un des salons de la préfecture de Strasbourg à 12 h 54.
L'attentat est rapidement imputé à un mouvement néonazi, le « Groupement de combat pour une Allemagne indépendante » (« Kampfverband für unabhängiges Deutschland »), qui avait fait parler de lui en Allemagne de l'Ouest en envoyant des tracts à diverses personnalités. L'identité réelle de ce groupe semble cependant douteuse pour la DST, qui évoque l'idée que les services secrets tchécoslovaques (Státní bezpečnost) seraient derrière celui-ci, mais faute de preuve, l'enquête aboutit à un non-lieu le 17 février 1964. Dans son ordonnance, le juge Pierre Rieber évoque « l'origine communiste tchèque » de l'attentat, mais reconnaît qu'il est « impossible d'identifier les auteurs ».
Alors que l'affaire fut délaissée, André-Marie Trémeaud continua son métier jusqu'à sa retraite en 1966, et mourut en 1993 dans les Yvelines.
En 1968, Ladislav Bittman, un cadre du StB spécialiste de la propagande, parvient à quitter son pays et est interrogé par la DST à propos de l'affaire de Strasbourg. Il confirme la responsabilité du StB et avance, de manière plus ou moins directe, les noms de quatre suspects : Milan Kopecky, Stanislav Tomes, Robert Ther et Miroslav Kouba. Selon lui, l'opération avait bien pour but de créer des tensions entre les pays de l'Ouest. Ses révélations sont confirmées par un autre transfuge, Josef Frolik, dans un livre publié à Londres en 1975, « The Frolik Defection ». Tout indique en effet que l'attentat était prévu pour le dîner du 14 mai. Il ne visait pas le préfet et son épouse, mais les personnalités politiques présentes ce soir-là à Strasbourg.
La piste tchécoslovaque est confirmée officiellement après l'effondrement du Bloc communiste : en 1996, le bureau de documentation et d'enquête sur les crimes du communisme (Úřad dokumentace a vyšetřování zločinů komunismu, UDV) se charge de l'enquête, et après consultation des archives, il est établi que le ministre de l'Intérieur de l'époque, Rudolf Barák (de), avait été informé d'une note intitulée « opération Strasbourg » (on parle aussi d'« opération Svastika »). La suite de l'enquête confirme que les tract néo-nazis proviennent des services tchécoslovaques et aboutit aux noms de quatre anciens agents du StB. Deux étaient décédés, Miroslav Kratochvila (alias « Kouba », « Katchirek » ou « Mejdlicko ») en 1978 et Robert Ther, en 1995, et les poursuites contre les deux autres, Milan Michel et Stanislav Tomes, sont suspendues du fait de leur état de santé en octobre 2006. L'implication du KGB n'a jamais été officiellement établie, même s'il semble acquis[réf. nécessaire] que celui-ci avait intérêt à déstabiliser la CECA, et plus particulièrement, la RFA.

## Sources
- Vladimir Volkoff, Petite histoire de la désinformation, éditions du Rocher, 1999, pp. 110-113
- « Czechs study Cold War murder plot », BBC News, 12 juin 2006